# Norrtälje distrikt
Norrtälje distrikt är ett distrikt i Norrtälje kommun och Stockholms län. 
Distriktet ligger omkring Norrtälje. 

## Tidigare administrativ tillhörighet
Distriktet inrättades 2016 och utgörs av området som Norrtälje stad omfattade till 1971.
Området motsvarar den omfattning Norrtälje församling hade 1999/2000.